# Midskogsbron
Midskogsbron is een plaats in de gemeente Sundsvall in het landschap Medelpad en de provincie Västernorrlands län in Zweden. De plaats heeft 80 inwoners (2005) en een oppervlakte van 16 hectare.